# Victrix boursini
Victrix boursini là một loài bướm đêm trong họ Noctuidae.